# Ернст II фон Золмс-Лих
Ернст II фон Золмс-Лих (на немски: Ernst II zu Solms-Lich; * 6 юли 1563; † 24 август 1619 в Лих) е граф на Золмс-Лих и господар на Хоензолмс.
Той е третият син на граф Ернст I фон Золмс-Лих (1527 – 1590) и съпругата му графиня Маргарета фон Золмс-Браунфелс (1541 – 1594), дъщеря на граф Филип фон Золмс-Браунфелс (1494 – 1581) и съпругата му графиня Анна фон Текленбург (1510 – 1554), дъщеря на Ото VIII фон Текленбург († 1534).
По-големите му братя са Райнхард II (1562 – 1596, пада от кон) и Георг Еберхард († 1602), които умират бездетни. По-малкият му брат Филип II (1559 – 1631) е господар на Хумполетц-Хералетц.

## Фамилия
Ернст II се жени на 8 януари 1598 г. в замък Борнщет в Саксония-Анхалт за графиня Анна фон Мансфелд-Хинтерорт-Борнщет (* 30 август 1580; † 7 август 1620 в Лих), дъщеря на граф Бруно II фон Мансфелд-Хинтерорт-Борнщет (1545 – 1615) и графиня Христина фон Барби-Мюлинген (1551 – 1605).
Те имат 13 деца:
- Маргарета Христина (* 19 декември 1598; † 19 септември 1600)
- Мария Сабина (* 9 октомври 1600; † 5 февруари 1665), канониса в Гандерсхайм (1645), абатиса на Гандерсхайм (1650)
- Ернст (* 25 септември 1601; † 26 ноември 1602)
- Анна Агнес (* 21 октомври 1602; † 31 януари 1603)
- Магдалена Елизабет (* 25 октомври 1603; † сл. 1629)
- дете (* юли 1607; † август 1607)
- Христиан Бруно (* 8 август 1608; † 17 октомври 1608)
- Луиза Катарина (* 19 август 1609; † 11 октомври 1690)
- Филип Хайнрих (* 24 септември 1610; † 4 април 1611)
- Мария Юлиана (* 16 ноември 1612; † 19 април 1613)
- Ото Себастиан (* 14 ноември 1614; † 14 януари 1632), убит на 17 години в битката при Молсхайм в Елзас, граф на Золмс-Лих
- Йоханета (* 22 януари 1617; † 18 септември 1622)
- Лудвиг Христоф (* 6 октомври 1618; † 27 септември 1650), граф на Золмс-Лих, женен на 1 април 1641 г. в дворец Дирдорф за Амьона Амалия фон Вид-Нойвид (1618 – 1680), дъщеря на граф Херман II фон Вид-Нойвид и графиня Юлиана Доротея фон Золмс-Хоензолмс